# SL4A
A Scripting Layer for Android (magyarul: Szkriptelő Felület Androidra, röviden SL4A, régebbi nevén Android Scripting Environment vagy ASE) egy könyvtár, amely közvetlen Android eszközökön teszi lehetővé különböző programozási nyelveken írt szkriptek futtatását. Az SL4A-t fejlesztőknek tervezték és még mindig Alpha verziójú.
Ezek a szkriptek hozzáférhetnek számos API-hoz, amelyek elérhetőek a normál Java alapú Android alkalmazások számára, de egy egyszerűsített kezelőfelülettel. A szkriptek futhatnak egy terminálban, vagy a háttérben az Android szolgáltatási architektúra segítségével.
A jelenleg támogatott nyelvek:
- Python - CPython használatával
- Perl
- Ruby - JRuby használatával
- Lua
- BeanShell
- JavaScript
- Tcl

SL4A-t először a Google 2009 júniusában jelentette be, eredeti nevén "Android Scripting Environment" (ASE). Eredetileg a Damon Kohler fejlesztette, és azóta sok fejlesztő hozzájárult a programhoz.

## Fordítás
Ez a szócikk részben vagy egészben  a   SL4A című angol Wikipédia-szócikk ezen változatának fordításán alapul.  Az eredeti cikk szerkesztőit annak laptörténete sorolja fel. Ez a jelzés csupán a megfogalmazás eredetét és a szerzői jogokat jelzi, nem szolgál a cikkben szereplő információk forrásmegjelöléseként.